# シェルピンスキーのカーペット

シェルピンスキーのカーペットの6ステップ

カントールの塵

シェルピンスキーのカーペット（英: Sierpinski carpet、波: dywan Sierpińskiego）は、1919年、ヴァツワフ・シェルピンスキが発表した平面フラクタル。カントール集合を2次元に一般化したものである。同様のものとして「カントールの塵」もある。2次元平面に投影された任意の1次元のグラフがシェルピンスキーのカーペットの部分集合に対して位相同型であるという意味において、このフラクタルはユニバーサル曲線であることをシェルピンスキーは示した。自己交差せずに2次元表面に描けない曲線について、対応する universal curve はメンガーのスポンジであり、より高次元の一般化である。
この技法は三角形、四角形、六角形などによる平面充填にも応用できる。平面充填以外には応用できないとされている。

## 構築
シェルピンスキーのカーペットを構築するには、まず1つの正方形を始点として、それを各辺が3分割された9つの合同な部分正方形に分割し、中央の部分正方形を取り除く。そしてそれと同じことを残りそれぞれの8つの部分正方形に「無限に」再帰的に適用する。カーペットのハウスドルフ次元は log 8/log 3 ≈ 1.8928 である。
カーペットの面積は（標準的なルベーグ測度では）0である。

## ブラウン運動との関係
近年、シェルピンスキーのカーペット上のブラウン運動が、複数の学術関係者による研究の対象となっている。Martin Barlow と Richard Bass は、シェルピンスキーのカーペット上のランダムウォークが単なる平面でのランダムウォークよりもゆっくり拡散することを示した。後者では n ステップ後の平均距離が n1/2 、つまり √n に比例するが、シェルピンスキーのカーペット上では n1/β に比例し、β > 2 である。彼らはまた、このランダムウォークが強い大偏差不等式を満足し、楕円ハルナック不等式を満たしつつ、放物線ハルナック不等式は満たさないという性質を持つことを示した。このような具体例の存在は長年の未解決問題だった。